# George Fairbairn
George Eric Fairbairn (18. august 1888 – 20. juni 1915) var en britisk roer som deltog i de olympiske lege 1908 i London.
Fairbairn vandt en sølvmedalje i roning under OL 1908 i London. Sammen med Philip Verdon kom de på en andenplads i klassen toer uden styrmand efter sine landsmænd John Fenning og Gordon Thomson.
Fairbairn døde i 1915 i Bailleul i Frankrig under første verdenskrig.